# Colorisme

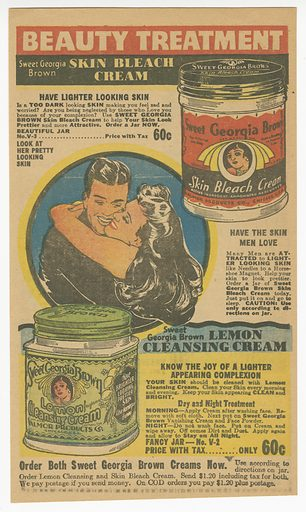
Exemple de comercialització del colorisme.

El colorisme és una forma de discriminació intracomunitària derivada del racisme que consisteix en el tracte diferencial, estereotipat i desigual en funció del color de pell, que generalment privilegia els qui són de pell més clara.
L'activista Alice Walker va popularitzar aquest mot en emprar-lo el 1983. Ara bé, segons Toni Morrison, el concepte del colorisme solament afecta i interpel·la els afroamericans.